# Lenfil'm
Kinostudija  "Lenfil'm" (in russo Киностудия Ленфильм?) era una casa di produzione cinematografica sovietica con il proprio studio situato a Leningrado. Oggi la OAO Kinostudija Lenfil'm è un'azienda con un azionariato condiviso da singoli investitori e altri studi cinematografici privati. Da ottobre 2012, il presidente del consiglio d'amministrazione è Fëdor Bondarčuk.

## Storia

### Periodo imperiale
Agli inizi del Novecento, San Pietroburgo era la sede di molte case di produzione russe e francesi. Nel 1908 l'uomo d'affari Vladislav Karpinsky fondò lo studio Ominum Film specializzato in documentari e pellicole per i cinema locali. Durante gli anni dieci, una delle compagnie private più attive era la Neptun di Pietrogrado, dove persone come Vladimir Majakovskij e Lillja Brik realizzarono i loro primi film muti distribuiti nel 1917 e nel 1918.
L'area della Lenfil'm era originariamente di proprietà del parco Akvarium, gestito dal mercante Georgij Aleksandrov proprietario nello stesso sito di un ristorante e un teatro. Il compositore Pëtr Čajkovskij venne invitato al teatro Akvarium (ora Studio 4 della Lenfil'm) nel 1893 in occasione dell'esecuzione dell'ouverture tratta dal balletto Lo schiaccianoci; negli anni dieci e nei primi anni venti il basso russo Feodor Chaliapin si esibì in questo teatro. Anche le celebrità del periodo sovietico si esibirono all'Akvarium, come Isaak Dunaevskij e Leonid Utësov con il suo gruppo jazz durante gli anni venti e trenta.

### Periodo sovietico
Gli stabilimenti e l'area dello studio cinematografico di Leningrado furono nazionalizzati nel 1918 e convertiti in una casa cinematografica gestita dallo stato sovietico. Nel corso di pochi anni aveva cambiato molte volte il proprio nome adottando per esempio "Comitato cinematografico di Pietrogrado" e "SevZapKino". Nel 1923 il nazionalizzato Akvarium fu unito alla SevZapKino assieme a numerosi studi minori per fondare il nucleo principale dell'industria cinematografica di stato a San Pietroburgo. Tra il 1924 e il 1926 venne temporaneamente nominata "Fabbrica di film Goskino di Leningrado".
All'epoca molti registi famosi, sceneggiatori e attori lavorarono per lo studio come Evgenij Zamjatin, Grigorij Kozincev, Iosif Chejfic, Ėjzenštejn, Sergej Jutkevič, il compositore Dmitrij Šostakovič, Nikolaj Akimov, Jurij Tynjanov, Veniamin Kaverin, Viktor Šklovskij e i Fratelli Serapion.
Lo studio ha assunto il nome "Lenfil'm" a partire dal 1934.
Durante il periodo sovietico la Lenfil'm era la seconda più importante compagnia cinematografica di stato dopo la Mosfilm, con più di trenta studi situati in tutto il territorio dell'URSS.
Durante la Seconda guerra mondiale e l'assedio di Leningrado, soltanto pochi cineasti continuarono ad essere attivi nella città sotto assedio realizzando documentari sulla lotta eroica dell'Armata Rossa contro gli invasori nazisti. Allo stesso tempo, la maggior parte del personale e delle unità produttive della Lenfil'm vennero evacuate verso le città dell'Asia centrale come Almaty e Samarcanda, dove si unì temporaneamente ad altri studi cinematografici per formare lo "Studio centrale cinematografico unito". La Lenfil'm fece ritorno a Leningrado nel 1944.
Oggi nel teatro Akvarium vi è un palco dove sono ricordate le più famose pellicole girate al suo interno dalla Lenfil'm o da studi stranieri: George Cukor per esempio diresse nel 1975 Il giardino della felicità con Elizabeth Taylor e co-prodotto dalla 20th Century Fox e dalla Lenfil'm.

### Periodo post-sovietico
Con il crollo dell'Unione Sovietica, la Lenfil'm venne parzialmente privatizzata dal governo russo mantenendo però il nome originale, dato che Leningrado era stata rinominata San Pietroburgo.
Lenfil'm è diventato uno studio connesso a molte celebrità internazionali come Jane Fonda, Maximilian Schell, Marina Vlady, Julia Ormond, Michael Caine, William Hurt, Sophie Marceau, Sean Bean, Sandrine Bonnaire, Gérard Philipe, e soprattutto a grandi artisti russi come Vladimir Majakovskij, Kirill Lavrov, Daniil Granin, Pavel Kadočnikov, Aleksandr Dem'janenko, Sergej Kurëchin e molti altri.
Nel 2004, la Kinostudija Lenfil'm venne riorganizzata come una compagnia privata.
Nel 2007 ha fondato con la Apple IMC un centro di post-produzione per videomaker dove i computer Apple vengono utilizzati per il montaggio e gli effetti speciali con Final Cut Pro in un corso certificato.

## Cronologia e selezione di film
- Ciapaiev (1934)
- Zoluška (1947)
- Alexander Popov (1949)
- Zapasnoj igrok (1954)
- Starik Chottabyč (1956)
- La signora del cagnolino (1960)
- La donna di picche (1960)
- L'uomo anfibio (1962)
- Kain XVIII (1963)
- Amleto (1964)
- Mërtvyj sezone (1968)
- Knjaz' Igor' (1969)
- Szerelmi álmok – Liszt (1970)
- Daurija (1971)
- Il giardino della felicità (1976)
- Dvadcat’ dnej bez vojny (1976)
- La voce solitaria dell'uomo (1978)
- Razžalovannyj(1980)
- Priključenija Šerloka Cholmsa i doktora Vatsona. Sobaka Baskervilej (1981)
- La donna di picche (1982)
- Golos (1982)
- Skorbnoe besčuvstvie (1983)
- Impero (1986)
- Quell'ultimo giorno - Lettere di un uomo morto (1986)
- Vagrant Bus (1990)
- Taxi Blues (1990)
- Afghan breakdown (1990)
- Moj lučšij drug, general Vasilij, syn Iosifa (1991)
- Osobennosti nacional’noj ochoty (1995)
- Anna Karenina (1997)
- Paper Soldier (2008)
- Belaja gvardija  (2012)
- Poklonnica (2012)
- Trudno byt’ bogom (2013)
- Šerlok Cholms (2013)
- Velikaya (2014)
- Ptica (2017)

La Lenfil'm ha partecipato a coproduzioni internazionali come Anna Karenina prodotto dalla Warner Bros. e dalla Icon Productions, dove lo studio russo ha messo a disposizione attori, tecnici e teatri di posa come ha fatto per Il giardino della felicità e Szerelmi álmok – Liszt dello studio ungherese Mafilm.